# Horšianska dolina
Horšianska dolina je národní přírodní rezervace v katastrálních územích města Levice a obcí Drženice, Žemberovce a Krškany v okrese Levice v Nitranském kraji. Území bylo vyhlášeno v roce 1976 a jeho rozloha je 313,38 hektaru. Předmětem ochrany je údolí, hluboce zaříznuté do andezitového podloží Ipeľské pahorkatiny, se strmými svahy a místy se skalními stěnami vysokými dvacet až třicet metrů.